# エコー・イン・エタニティ
エコー・イン・エタニティ(Echo in Eternity) はケント・スコット製作によるファンタジーテーブルトークRPG（TRPG） のタイトル。2003年にフューチャー・ファンタジー社から書籍版で発売された

## 概要
中世ヨーロッパ風の文化を持つファンタジー世界「ヘイブン島」を舞台に、冒険者として遺跡探索や怪物退治を行うというオーソドックスなスタイルのファンタジーTRPGである。
著者はケント・スコット／滝祐子、イラストはアルバート・ボージャ／杜柾、とクレジットされているが、海外で商業出版されたゲームの翻訳というわけではないようである。「ケント・スコット」や「アルバート・ボージャ」が本当に外国人なのか、日本人の
ペンネームなのかは定かになっていない。

## システム
ゲームシステムはリアリティを目指しているためかかなり複雑で、取り回しがしにくい部分もある。行為判定はパーセンテージロールを採用しており、行為判定の種類ごとに専用の表を利用するというロールマスターに近いルールになっている。
特徴的な部分としては、行為判定の目標値に対する難易度修正が、キャラクターの判定値によって比例変化する部分というがある。例えば、登攀に関する行為の成功率が「60%」のキャラクターに、「-10%」の難易度が課せられた場合、パーセンテージロールを採用している多くのゲームが「60%-10%＝50％」と計算するのに対し、『エコー・イン・エタニティ』では「60%-（60%×10%）＝ 54％」と計算する。つまり、初期目標値の60%の中の10%である「-6%」が実質的な難易度修正になるのである。

## 世界設定
舞台となるのは戦いの歴史と謎に包まれた「ヘイブン島」と呼ばれる小島であり、6つの民族と6つの種族から構成されている。島の外の世界については基本的にサポートしておらず、自作の必要性がある。

## 作品一覧
- エコー・イン・エタニティ　ISBN 4901588036